# 阿爾弗雷德·馬內西耶
阿爾弗雷德·馬內西耶（法語：Alfred Manessier；1911年12月5日—1993年8月1日）是法國抽象主義藝術家、彩色玻璃與掛毯設計師。

## 生平
馬內西耶出生於法國北部皮卡第聖旺的匠人世家，祖父是石匠，父親和叔叔年輕時也曾在阿布維爾法國美術學院學習。馬內西耶的父親是亞眠葡萄酒批發商，他准許馬內西耶去巴黎，條件是他必須學習建築而非繪畫。1929年，馬內西耶開始學習建築，然而他始終偏愛繪畫，因而在1935年毅然決然轉往藝術領域。隨著父親在1936年猝逝，馬內西耶得以無後顧之憂地發揮長才。
1937年，在巴黎國際博覽會上，法國政府任命奧費主義運動開創者羅伯特·德勞內與索尼婭·德勞內夫婦代表巴黎航空中心和鐵路宮等運輸中心的前衛藝術創作。他們與50位失業藝術家合作，在兩個月內完成4幅巨型壁畫，面積共1800平方公尺，馬內西耶也參與其中。
1938年，馬內西耶與畫家泰蕾茲·西莫內（Therese Simonnet）結婚。1939年，馬內西耶受兵役徵召入伍，擔任技術繪圖員。1940年，為了支撐家庭生計，他開始務農。1941年，他回到巴黎，參與布勞恩美術館的展覽，將抽象藝術引入法國，同時也開始藝術教職生涯，並向年輕人宣揚反權威思想。幸運的是，儘管當時佔領法國的納粹視抽象藝術為「墮落」，並大肆迫害反動分子，馬內西耶卻沒有遭到騷擾。
1943年，馬內西耶離開杏壇，並在修道院進行為期3天的參觀。經歷二戰摧殘的他，深深感動於修道院莊嚴神聖的氣氛。他回憶道:「我感受到神聖與自然之間的宇宙聯繫。這些歌唱聖經的僧侶們也許與外在社會脫節，但他們與自然的關係卻是真實的。」「如果我們能如原始人般純樸，如果我們能用真摯的心感受自然，我們或許就可以像那些僧侶般聖潔；然而活在本世紀的我們，只是一搓爆炸、粉碎後四散的塵埃。」這股感觸開啟馬內西耶抽象藝術的高峰，使他的作畫風格趨向教堂彩繪玻璃的純粹感，以沉重的黑色網格線條支撐馬賽克般的亮色塊。
1945年，34歲的馬內西耶喜獲明珠，同年他受命為香榭麗舍劇院製作服裝和佈景。1947年，他受命為萊斯布雷瑟教堂製作彩色玻璃窗。1949年，他為塞納-瓦茲省的道明會製作掛毯。此後他除了繪畫，也時常為宗教組織設計彩繪玻璃與掛毯。
1967年參訪加拿大時，馬內西耶目睹大片未經人為開發的自然地景，以及因紐特人與西方文化截然不同的的原始藝術而有了新的感悟:「我感受到自己彷彿滲透進元素界的底層，看見大自然重生於那充滿爛根與腐泥的湖床。我從未有過如此感覺，我發現了史前的維度。」
1993年7月28日，馬內西耶在盧瓦雷省遭逢車禍，4天後於奧爾良的一間醫院去世。